# Placówka Straży Celnej „Mochnaczka”

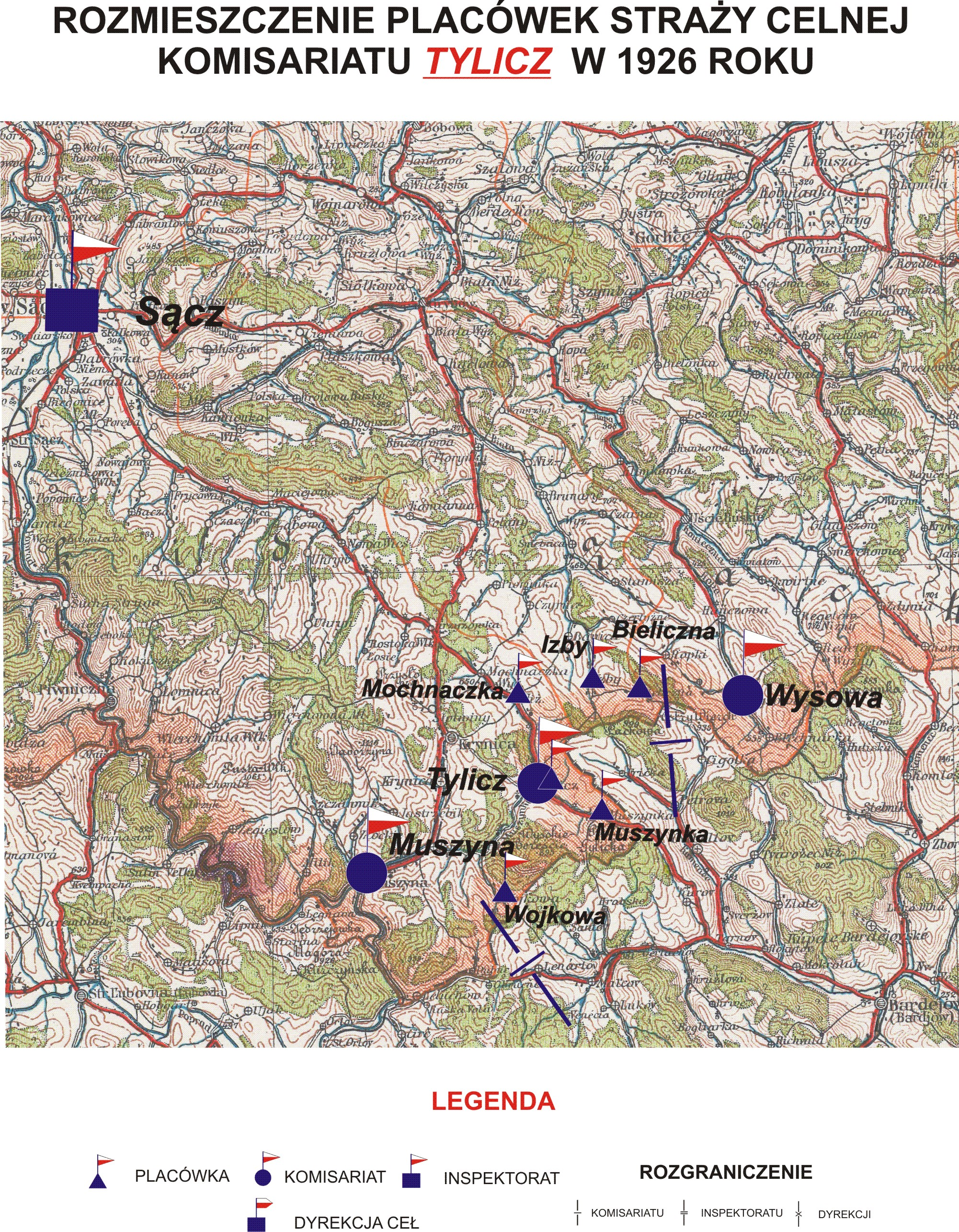
Rozmieszczenie placówek SC Komisariatu Tylicz w 1926 r.

Placówka Straży Celnej „Mochnaczka” – jednostka organizacyjna Straży Celnej pełniąca w okresie międzywojennym służbę ochronną na granicy polsko-czechosłowackiej.

## Formowanie i zmiany organizacyjne
Na wniosek Ministerstwa Skarbu, uchwałą z 10 marca 1920 roku, powołano do życia Straż Celną. Jednostki Straży Celnej rozpoczęły przejmowanie odcinków granicy od pododdziałów Batalionów Celnych. W 1921 roku w Tyliczu stacjonował sztab 4 kompanii 8 batalionu celnego. Kompania wystawiała między innymi placówkę w Mochnaczce. Proces tworzenia Straży Celnej trwał do końca 1922 roku. Placówka Straży Celnej „Mochnaczka” weszła w podporządkowanie komisariatu Straży Celnej „Tylicz” z Inspektoratu SC „Sącz”.
W drugiej połowie 1927 roku przystąpiono do gruntownej reorganizacji Straży Celnej. W praktyce skutkowało to rozwiązaniem tej formacji granicznej. Ochronę północnej, zachodniej i południowej granicy państwa przejęła powołana z dniem 2 kwietnia 1928 roku Straż Graniczna.  W strukturach nowo powstałej formacji placówki „Mochnaczka” nie odtworzono.

## Funkcjonariusze placówki
Kierownicy placówki
| stopień    | imię i nazwisko, numer | okres pełnienia służby | kolejne stanowisko |
| ---------- | ---------------------- | ---------------------- | ------------------ |
| przodownik | Stanisław Kawała (173) | był w 1926             |                    |

Obsada personalna placówki w 1926:
- przodownik Stanisław Kawała (173)
- starszy strażnik Józef Dymel (753)
- strażnik Bolesław Suchorski (724)
- strażnik Józef Szkaradek (1915)